# Дор-Мерунт
Дор-Мерунт (рум. Dor Mărunt) — село у повіті Келераш в Румунії. Адміністративний центр комуни Дор-Мерунт.
Село розташоване на відстані 66 км на схід від Бухареста, 41 км на північний захід від Келераші, 138 км на захід від Констанци, 139 км на південний захід від Галаца.

## Населення
За даними перепису населення 2002 року у селі проживали 3686 осіб.
Національний склад населення села:
| Національність | Кількість осіб | Відсоток |
| -------------- | -------------- | -------- |
| румуни         | 3515           | 95,4%    |
| цигани         | 163            | 4,4%     |

Рідною мовою назвали:
| Мова      | Кількість осіб | Відсоток |
| --------- | -------------- | -------- |
| румунська | 3616           | 98,1%    |
| циганська | 64             | 1,7%     |